# ایلینتسه
ایلینتسه (به صربی: Ilince) یک منطقهٔ مسکونی در صربستان است که در پریچو واقع شده‌است. ایلینتسه ۴٫۶۶ کیلومتر مربع مساحت و ۱۳۶ نفر جمعیت دارد.